# Occupe-toi d'Amélie
Pour les articles homonymes, voir Occupe-toi d'Amélie (homonymie).

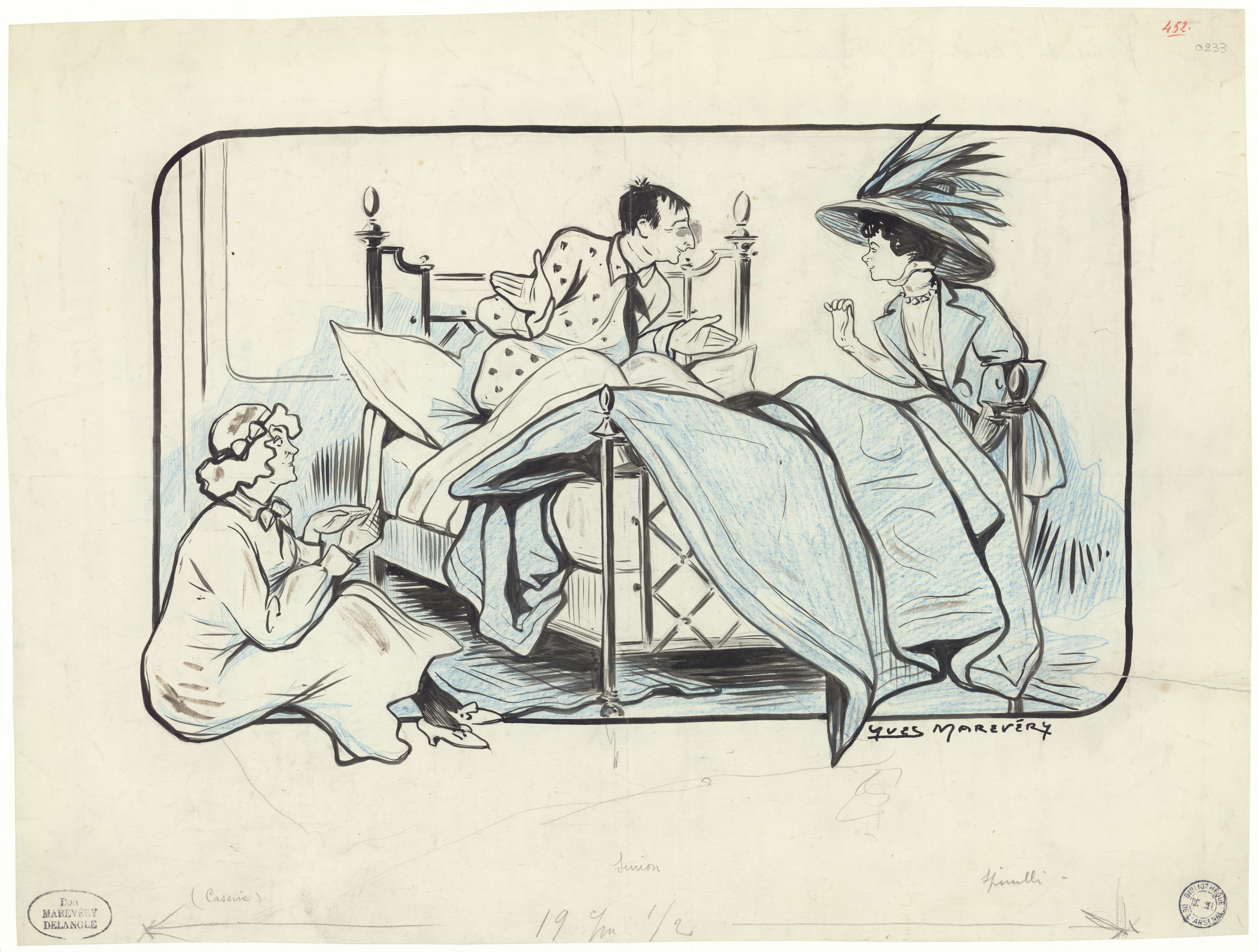
Armande Cassive, Marcel Simon et Suzanne Carlix dans Occupe-toi d'Amélie, dessin de Yves Marevéry

Occupe-toi d'Amélie est une pièce de théâtre en trois actes de Georges Feydeau représentée pour la première fois le 15 mars 1908 au théâtre des Nouveautés de Paris.

## Résumé
Amélie, une ancienne bonne devenue « cocotte » est entretenue par un certain Étienne Milledieu. Elle accepte un mariage blanc pour aider Marcel Courbois, un ami de son amant, à toucher un héritage. Étienne accepte ce subterfuge mais il demande, en échange, à son ami de s’occuper d’Amélie alors qu'il remplit ses obligations militaires.
Un petit événement imprévu va venir changer le plan des trois personnes car une idylle va naître entre les faux mariés.

## Distribution à la création[2]
- Alexandre Germain : Pochet
- Louis Decori : le Prince
- Marcel Simon : Marcel Courbois
- Armande Cassive : Amélie
- Baron fils : Étienne
- Suzanne Carlix : Irène

## Adaptations au cinéma
- Occupe-toi d'Amélie, court métrage muet d'Émile Chautard (1912)
- Occupe-toi d'Amélie, film français de Marguerite Viel et Richard Weisbach (1932)
- Occupe-toi d'Amélie, film français de Claude Autant-Lara (1949)